# Teorema de Matiyasevich
O Teorema de Matiyasevich, provado em 1970 por Yuri Matiyasevich, implica que o décimo problema de Hilbert é irresolúvel.
Este problema é um desafio para achar um algoritmo geral que possa determinar se um dado sistema de equações Diofantinas (polinomiais com coeficientes inteiros) tem uma solução entre os inteiros. David Hilbert colocou esse problema na sua intervenção ao Congresso internacional de Matemáticos de 1900.